# L'orgia di Praga
L'orgia di Praga (in originale The Prague Orgy) è una novella del 1985 dello scrittore statunitense Philip Roth. Il protagonista, Nathan Zuckerman, era già apparso in Lo scrittore fantasma (1979), Zuckerman scatenato (1981) e La lezione di anatomia (1983), di cui forma una sorta di epilogo. L'ambientazione di Praga era invece già stata usata in Il professore di desiderio (1977). Roth, inoltre, aveva diretto una collana di "Writers from the Other Europe" per la Penguin Books, facendovi apparire opere di scrittori cechi come Jiří Weil, Ludvík Vaculík, Pavel Kohout, Ivan Klíma, e Milan Kundera.
Dal racconto, Roth trasse anche una sceneggiatura (1985), con nuovi personaggi e scene, per un adattamento televisivo non più realizzato e pubblicato insieme al libro nell'ed. Library of America (2007).

## Trama
Spinto dall'invito di uno scrittore in esilio, Zdeněk Sisovský, Nathan Zuckerman si reca a Praga, sotto l'occupazione sovietica seguente la repressione della primavera di Praga, dove vuole cercare il manoscritto di racconti di uno scrittore yiddish, ucciso dai nazisti prima di dimostrare tutto il suo talento. Attraverso le pagine del proprio diario, ricche di dialoghi trascritti, vediamo che visita quartieri disperati, pieni di artisti demoralizzati, a volte ostentando ironia e cinismo. Incontra anche una donna affascinante, di nome Olga Sisovská, che cerca di superare l'abbandono del marito con la disponibilità verso altri uomini. Alla fine, Zuckerman verrà espulso.

## Edizioni italiane
- Philip Roth, L'orgia di Praga, traduzione di Pier Francesco Paolini, Milano, Bompiani, 1987,  p. 103.
- Philip Roth, L'orgia di Praga, traduzione di Vincenzo Mantovani, Torino, Einaudi, 2006,  p. 82, ISBN 88-06-15822-8.